# ФК Коротан
НК Коротан је словеначки фудбалски клуб из Преваља, у Словенији и игра у 5. лиги - Мариборска група, а основан је 1933. Био је прволигаш од 1991-1992 до 2002-2003. године када су искључени после 11 кола и одузимања 7 поена уз избацивање у пети ранг такмичења. Играо је у Интертото купу против Базела и испао је. Спонзор од 2000. до 2004. је био Релакс.
- Лого: http://www.football11.net/images/logos/svn/Korotan%20Prevalje.gif%5B%5D